# لوره
لُوِرِه (به ایتالیایی: Lovere) یک کومونه در ایتالیا است که در استان برگامو واقع شده‌است. لوره ۷٫۳۶ کیلومتر مربع مساحت و ۵٬۴۰۸ نفر جمعیت دارد.